# نبوت (عصا)
النبوت أو الشوم، عصا خشبية سميكة مستقيمة تنتهي في الطرف بكتلة مستديرة، ويرجع أصل التسمية إلى كلمة نبا في اللغة الهيروغليفية التي تعني عمودا أو سارية من الخشب، وكانت وحدة لقياس الأطوال عند المصريين القدماء. وتستخدم كذلك في الدفاع عن النفس وفي بعض الممارسات الاستعراضية التقليدية، وقديما كان يستخدمها الفتوات في مصر قديما كسلاح هام في الصراعات بينهم عندما كانوا يحرسون الحارات وبوباتهم ويفرضون الاتاوات واشهرهم زينهم وفتوة الحسينية.

## النبوت قديما وحديثا
يعود استخدام النبوت إلى عصر المصريين القدماء الذين ابتدعوها كفن من الفنون القتالية، لتشملها المعابد الفرعونية مثل معبد الكرنك في مدينة الأقصر، حيث تظهر نقوش لأفراد يتدربون على القتال بعصي من نبات البردي.
ارتبط استخدام النبوت خلال العصر الحديث بالنشاط السياسي، كأداة قتال مع المدنيين في مواجهة الاحتلال الأجنبي في معارك الحملة الفرنسية بالدلتا والصعيد. يستخدم النبوت حتى الآن رعاة الماشية الذين يشترون الثيران الضخمة والحيوانات المختلفة. وتستخدم في صعيد مصر كمكمل للزي التقليدي والشخصي المتوارث عبر الازمنة. وتسخدم كذلك في ممارسة مبارزة التحطيب الذي تقارع فيه النبوت بالنبوت وتنتهي بهزيمة من ينفلت النبوت من يده .